# Aurora Bertrana
Aurora Bertrana i Salazar, née le 29 octobre 1892 à Gérone et morte à Berga le 3 septembre 1974, est une écrivaine spécialiste de la Polynésie, violoncelliste catalane, musicienne de jazz et républicaine espagnole exilée à Genève durant la dictature franquiste, autrice de nombreux ouvrages, notamment de science-fiction.

## Biographie
Aurora Bertrana naît à Gérone le 29 octobre 1892. Ses parents sont Prudenci Bertrana et Neus Salazar. Aurora Bertrana passe son enfance dans le quartier du Mercadal de Gérone,.

### Les études
Durant son parcours scolaire, elle souhaite s'orienter très tôt vers l'écriture, mais elle étudie finalement la musique à Barcelone et choisit le violoncelle comme instrument. Elle donne des cours de musique et de littérature à La Bonne (Centre de Cultura de Dones), institution culturelle féminine et bibliothèque fondées par la pédagogue Francesca Bonnemaison à Barcelone.
Elle passe également une longue période dans la maison de l'écrivaine féministe franco-espagnole Carme Karr qui l'encourage à rejoindre en 1923 l'Institut Jaques-Dalcroze de Genève. En 1924, elle abandonne néanmoins les études de musique et s'inscrit à la faculté de lettres de l'Université de Genève.

### La musique
En décembre 1924, elle commence à gagner sa vie dans la musique. Elle signe un contrat de deux mois à l'hôtel Chamonix de Genève, au sein du jazz-band Trio de senyoretes, (en français : « Trio de demoiselles »)[réf. souhaitée].
C'est un succès, et elle décroche ensuite un nouveau contrat pour diriger un orchestre de jazz à Paris. Elle crée le premier jazz band formé entièrement de femmes.
Dans la capitale française, elle se lie d'amitié avec le journaliste Lluís Nicolau de Olwer, exilé durant la dictature de Primo de Rivera. Celui-ci l'encourage à poursuivre l'écriture.

### La Polynésie
Le 30 mai 1925, elle épouse l'ingénieur suisse Denys Choffat. Le couple décide de s'installer à Papeete.
C'est un tournant pour Aurora Bertrana : elle se rapproche alors de la culture polynésienne et reprend l'écriture. Son premier ouvrage, en référence à sa vie dans les îles de Polynésie française, s'intitule Paradisos oceànics (ca) (en français: « Les Paradis océaniques »).

## République, guerre et exil
En 1931, sous la République, elle revient à Barcelone où elle vit dans un appartement sur la Diagonal. Elle poursuit sa carrière littéraire et fonde le Lyceum Club de Barcelone, association féministe militant pour les droits des femmes, qu'elle anime avec la dramaturge Carme Montoriol, la pédagogue Maria Pi Ferrer, la sportive Enriqueta Sèculi et la pianiste Maria Carratalà i Van den Wouver. Elle est également présidente de l'Union féminine franco-catalane.
En 1933, elle publie une version des Paradis océaniques en castillan, sous le titre Islas de ensueño (en français: « Îles de rêves »), en collaboration avec Emili Oliver, rédacteur à La Vanguardia.
Elle se présente, la même année, comme candidate d'Esquerra Republicana au Congrès de la République, mais elle échoue et abandonne la politique.
Quand éclate la guerre d'Espagne, en 1936, Aurora se trouve à l'hôtel Gambó d'Empúries, près de Roses, en zone républicaine. Elle revient aussitôt à Barcelone, mais son époux, Denys Choffat, bloqué en zone franquiste, ne peut la rejoindre.
En 1937, elle devient rédactrice en chef de Companya, revue féminine du PSUC dirigée par Elisa Úriz où collaborent également Carme Monturiol, Anna Murià, Mercè Rodoreda et Maria Teresa Vernet.
Elle s'exile dès 1938 à Genève, mais rejoint rapidement Perpignan pour aider les réfugiés de la guerre d'Espagne. Durant la Seconde Guerre mondiale et la dictature de Franco, elle reste en Suisse tout en gardant une relation étroite avec la résistance anti-franquiste. L'épisode des guerres se retrouve dans ses œuvres littéraires, notamment dans Camins de somni (« Chemins de rêve »), Tres presoners (« Trois prisonniers ») et Entre dos silencis (« Entre deux silences »).
Après la guerre, elle réside à Prades, dans les Pyrénées-Orientales, d'où elle a la possibilité de voir librement sa mère exilée en Andorre et peut rester en contact avec ses amis le violoncelliste Pau Casals et le linguiste Pompeu Fabra.

### Retour en Catalogne
Après plusieurs tentatives, elle obtient l'autorisation de la part des autorités franquistes de revenir en Catalogne en 1950.
En 1970, son roman Vent de grop est adapté au cinéma par Francesc Rovira-Beleta sous le titre La llarga agonia dels peixos fora de l'aigua, avec Joan Manuel Serrat dans la distribution.
Après avoir écrit de nombreux ouvrages, dont la biographie de son père, Prudenci Bertrana, ainsi que ses propres mémoires, elle meurt à l'hôpital de Berga le 3 septembre 1974, peu de temps avant la mort de Franco.

## Postérité
- La bibliothèque de l'Université de Gérone conserve le Fonds Prudenci et Aurora Bertrana.
- Des rues portent son nom dans les villes de Gérone[24] et Montgat[25].

- Des pièces de Polynésie appartenant au couple Bertrana-Choffat sont déposées au Musée d'Ethnographie de Genève[26].
- Un prix Aurora Bertrana est créé en 2022 par l'universitaire Mariàngela Vilallonga, de l'Institut d'Etudes Catalanes, ancienne ministre de la culture de Catalogne[27].